# Sernitz (Fluss)
Die Sernitz ist ein kleiner Fluss im Gebiet der Kleinstadt Angermünde in der Uckermark. Sie entsteht bei Steinhöfel, fließt auf dem Oberlauf in vorwiegend östlicher Richtung, passiert Greiffenberg, wechselt danach auf nordöstliche Laufrichtung und mündet bei Ziethenmühle zwischen Frauenhagen und Biesenbrow von links in die Welse.
1719 wurde das Gewässer erstmals schriftlich erwähnt („Sernitz fluss“). Der Name bedeutet „Mühl(stein)bach“ und leitet sich vom altpolabischen Wort žarn- „Mühlstein“ ab.